# TSV Hartberg
TSV Hartberg is een Oostenrijkse voetbalclub uit Hartberg, een plaats in het oosten van de deelstaat Stiermarken. De clubkleur is blauw. 

## Geschiedenis
Hartberg speelde lang in de lagere regionen van het Oostenrijkse voetbal en speelt pas sinds 1978 in de landelijke competities. Het stond in de twintigste eeuw vooral bekend als de kleine club die grote Oostenrijkse clubs uit de beker kon werpen. Zo werden onder andere Wiener SC (1986/1987), Wolfsberger AC, SV Ried (beide in 1987/1988) verslagen. Weer een jaar later kreeg de club zelfs landelijke bekendheid door in de kwartfinales te geraken en uiteindelijk met 3-3 gelijk te spelen tegen Austria Salzburg, men werd pas verslagen na penalty's. Ook in het seizoen 2011/12 kon TSV Hartberg ver komen in de beker, want het werd pas in de halve finales uitgeschakeld door dezelfde club uit Salzburg, die verder is gegaan onder de naam Red Bull Salzburg.

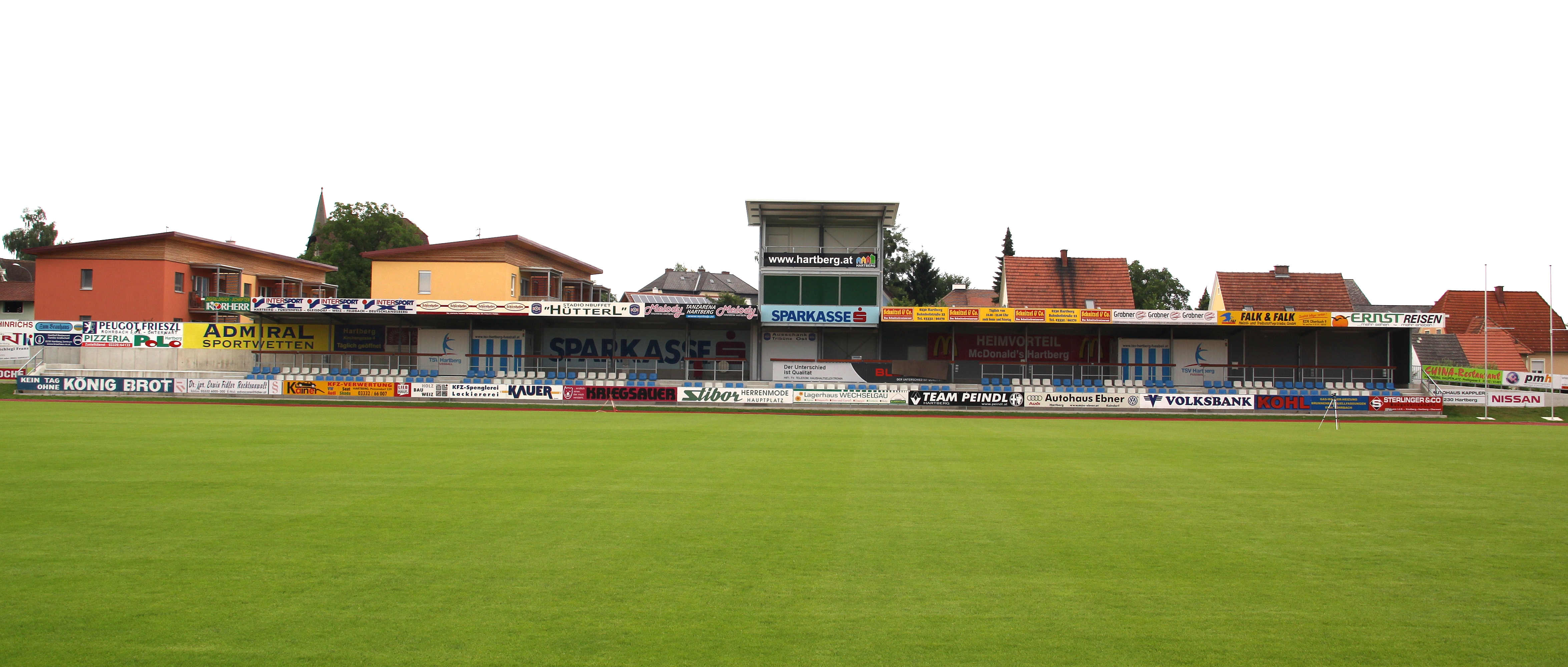
De staantribune aan de lange zijde van het stadion in Hartberg

De club promoveerde in 1996 voor het eerst in de geschiedenis naar het tweede niveau in Oostenrijk, de Erste Liga. Ook in 2006 en 2009 promoveerde men naar de Erste Liga, maar in 2015 degradeerden de blauwen weer terug naar de Regionalliga. Echter, het keerde na twee seizoenen weer terug op het tweede niveau. 

In het seizoen 2017/18 werd zelfs een tweede plaats op de ranglijst behaald in de Erste Liga. Door de competitiehervorming van 2018/19 zou dit een promotie betekenen naar de Bundesliga, maar omdat Hartberg geen licentie kreeg voor het hoogste niveau, bleef het op het tweede niveau actief. 

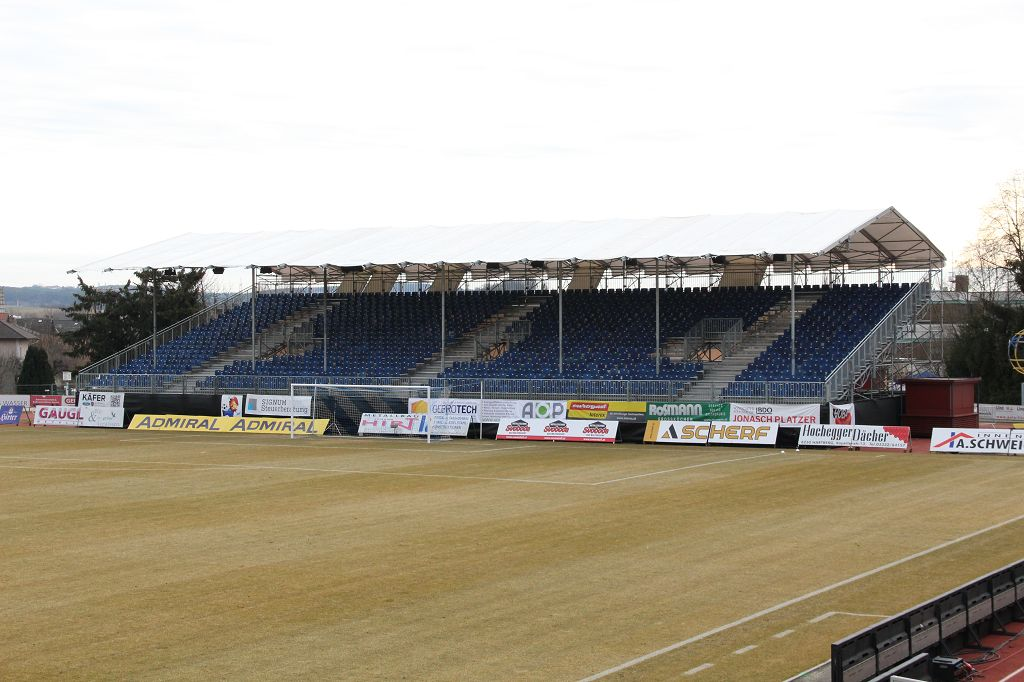
De mobiele tribune achter het doel

 Echter, de club ging tot twee keer in beroep tegen de beslissing en bij het Centraal Arbitragehof kreeg het in derde instantie tot ieders verbazing wel de licentie voor de Bundesliga, waardoor men in het seizoen 2018/2019 voor het eerst in de geschiedenis zal uitkomen op het hoogste voetbalniveau van Oostenrijk.
In het debuutjaar lukte het TSV Hartberg om Wacker Innsbruck onder zich te laten op de ranglijst, waardoor het zich handhaafde in de Bundesliga. Het jaar erop werd een startbewijs voor Europees voetbal vergaard door in de play-offs Austria Wien te verslaan over twee wedstrijden. In dat seizoen eindigde TSV Hartberg op de vijfde plaats. 
De successen van de club laaide de discussie van een nieuw stadion op. Na de promotie maar de Bundesliga werden twee mobiele tribunes achter de doelen geplaatst. Renovatie of nieuwbouw worden onderzocht.

## Overzichtslijsten

### Eindklasseringen vanaf 1996
- 1996 1e
Regionalliga
- 1997 14e
2. Liga
- 1998 11e
2. Liga
- 1999 1e
Regionalliga
- 2000 11e
Regionalliga
- 2001 3e
Regionalliga
- 2002 3e
Regionalliga
- 2003 2e
Regionalliga
- 2004 2e
Regionalliga
- 2005 2e
Regionalliga
- 2006 1e
Regionalliga
- 2007 12e
2. Liga
- 2008 7e
Regionalliga
- 2009 1e
Regionalliga
- 2010 8e
2. Liga
- 2011 8e
2. Liga
- 2012 10e
2. Liga
- 2013 9e
2. Liga
- 2014 8e
2. Liga
- 2015 10e
2. Liga
- 2016 2e
Regionalliga
- 2017 1e
Regionalliga
- 2018 2e
2. Liga
- 2019 11e
Bundesliga
- 2020 5e
Bundesliga
- 2021 7e
Bundesliga
- 2022 9e
Bundesliga
- 2023 10e
Bundesliga
- 2024 5e
Bundesliga
- 2025 8e
Bundesliga

- Bundesliga
- 2. Liga
- Regionalliga

De 2. Liga stond tot en met 2018 als Erste Liga bekend.

### Seizoensresultaten vanaf 2010
| Seizoen   | №  | Clubs | Divisie            | Duels | Winst | Gelijk | Verlies | Doelsaldo | Punten | Tsch  |
| --------- | -- | ----- | ------------------ | ----- | ----- | ------ | ------- | --------- | ------ | ----- |
| 2009–2010 | 9  | 12    | Erste Liga         | 33    | 11    | 5      | 17      | 36–68     | 38     | 1.301 |
| 2010–2011 | 8  | 10    | Erste Liga         | 36    | 10    | 9      | 17      | 44–60     | 39     | 1.158 |
| 2011–2012 | 10 | 10    | Erste Liga         | 36    | 7     | 6      | 23      | 38–74     | 27     | 976   |
| 2012–2013 | 9  | 10    | Erste Liga         | 36    | 8     | 9      | 19      | 35–54     | 33     | 1.009 |
| 2013–2014 | 8  | 10    | Erste Liga         | 36    | 11    | 11     | 14      | 41–60     | 44     | 1.069 |
| 2014–2015 | 10 | 10    | Erste Liga         | 36    | 10    | 8      | 18      | 46–65     | 38     | 997   |
| 2015–2016 | 2  | 16    | Regionalliga Mitte | 30    | 18    | 6      | 6       | 64–38     | 60     | 968   |
| 2016–2017 | 1  | 16    | Regionalliga Mitte | 30    | 19    | 5      | 6       | 74–38     | 62     | 827   |
| 2017–2018 | 2  | 10    | Erste Liga         | 36    | 20    | 8      | 8       | 63–34     | 68     | 1.188 |
| 2018–2019 | 11 | 12    | Bundesliga         | 32    | 10    | 5      | 17      | 48–66     | 22     | 3.151 |
| 2019–2020 | 5  | 12    | Bundesliga         | 32    | 12    | 6      | 14      | 52–74     | 27     | 3.297 |
| 2020–2021 | 7  | 12    | Bundesliga         | 32    | 12    | 11     | 9       | 38-48     | 32     | --    |
| 2021–2022 | 9  | 12    | Bundesliga         | 32    | 7     | 12     | 13      | 43-47     | 22     | --    |
| 2022–2023 | 10 | 12    | Bundesliga         | 32    | 9     | 6      | 17      | 39-56     | 24     | --    |

- Vanaf het seizoen 2018/2019 worden er in de Bundesliga na de reguliere competitie (22 speelrondes) play-offs afgewerkt, waarbij de punten worden gehalveerd. In de tabel staat het puntenaantal rekening houdend met de puntenhalvering. In theorie kan deelname aan de kwalificatiegroep (plaats 7 t/m 12) meer punten opleveren dan deelname aan de kampioensgroep (plaats 1 t/m 6).

### In Europa
#Q = #kwalificatieronde, #R = #ronde, PO=Play Offs, Groep = groepsfase, 1/8 = achtste finale, 1/4 = kwartfinale, 1/2 = halve finale, F = Finale, T/U = Thuis/Uit, W = Wedstrijd, PUC = punten UEFA coëfficiënten .
Uitslagen vanuit gezichtspunt TSV Hartberg
| Seizoen | Competitie    | Ronde | Land           | Club          | Totaalscore | 1e W    | 2e W | PUC |
| ------- | ------------- | ----- | -------------- | ------------- | ----------- | ------- | ---- | --- |
| 2020/21 | Europa League | 2Q    | Vlag van Polen | Piast Gliwice | 2-3         | 2-3 (U) |      | 0.5 |

Zie ook:
- Deelnemers UEFA-toernooien Oostenrijk
- Ranglijst van alle clubs die in de diverse Europa Cups zijn uitgekomen